# Acer bornmuelleri
Acer bornmuelleri là một loài thực vật có hoa trong họ Bồ hòn. Loài này được Borbás mô tả khoa học đầu tiên năm 1891.